# A-mo Ho
A-mo Ho är ett vattendrag i Kina. Det ligger i den sydvästra delen av landet, 2 900 km sydväst om huvudstaden Peking.